# Knopfsonde
Eine Knopfsonde (englisch: bulb-headed probe), deutsch auch stumpfe Sonde, ist ein zahnärztliches und chirurgisches Instrument. Sie ist ein stabförmiges aus Edelstahl bestehendes etwa 14 cm langes, oft auch biegsames Instrument. Entscheidend ist, dass es anders als die normalen zahnärztlichen Sonden stumpf, an den Enden sogar verdickt ist. Sonden mit unterschiedlich dicken Knöpfen sind verfügbar. Je nach Modell kann in der Mitte zur besseren Handhabung noch ein sogenanntes „Blatt“ vorhanden sein, oder ein Ende zu einer Öse umgebogen, um den Fingern eine Fläche zu bieten.

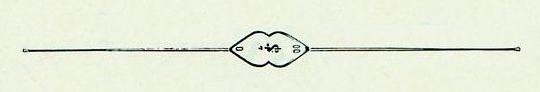
Knopfsonde nach Bowman (mit „Blatt“ in der Mitte)

Eine Knopfsonde dient dazu, „Gewebegänge“ stumpf, also ohne Gewebsverletzungen, auszutasten und zu verfolgen.
In der Chirurgie werden mit der Sonde Fremdkörper in Wunden gesucht und Fisteln und Wundhöhlen auf Tiefe und Richtung untersucht.
Die Knopfsonde nach Bowman wurde für die Augenheilkunde als Tränenkanal-Sonde entwickelt. Das in der Mitte befindliche „Blatt“ dient zum besseren Halt der Sonde. Zur Vermeidung von Verletzungen ist sie an den Enden leicht verdickt und stumpf.
In der zahnärztlichen Praxis wird sie vornehmlich eingesetzt, um Verbindungen zwischen Mund- und Kieferhöhle festzustellen. Eine solche Mund-Antrum-Verbindung (MAV) kann insbesondere bei einer Zahnentfernung im Oberkiefer-Seitenzahn-Bereich entstehen.
In der Kinderurologie sowie Kinderchirurgie wird die Knopfsonde zur Lösung von Vorhautverklebungen (Adhäsionen des inneren Präputionalepithels mit der Glans Penis) bei Kindern und Jugendlichen verwendet. Vor einer Beschneidung (Zirkumzision) ist das Lösen dieser Verklebungen zwingend erforderlich. Die Lösung mittels der stumpfen Sonde ist schonender als das Aufspreizen der Vorhaut mit einer Klemme.